# Polynema imitatrix
Polynema imitatrix is een vliesvleugelig insect uit de familie Mymaridae. De wetenschappelijke naam is voor het eerst geldig gepubliceerd in 1918 door Gahan.